# Rutana
Rutana este un oraș din Burundi. Este reședința regiunii omonime. Rutana se află la vest de muntele Kikizi, unde se înregistrează altitudinea maximă a țării. Casada Kagera curge în apropierea orașului.